# Cambria (Illinois)
Cambria – wieś w Stanach Zjednoczonych, w stanie Illinois, w hrabstwie Williamson.